# Lenguas atlánticas occidentales
Las lenguas atlánticas occidentales son un conjunto de lenguas habladas en África occidental usualmente clasificadas como lenguas Níger-Congo. Las lenguas atlánticas se componen de unas 45 lenguas, habladas por más o menos 30 millones de personas que viven principalmente en los países de Gambia, Senegal, Sierra Leona, Guinea, Guinea-Bissau y Liberia. Cerca de la mitad de estos parlantes hablan el idioma fula, la lengua de los fulani, con unos tres millones de hablantes nativos, y otros 20 millones de personas lo hablan como segunda lengua. El wólof tiene más de 4 millones de hablantes nativos (y otros nueve millones como segunda lengua) y el temné cerca de 2 millones.

## Clasificación
Tradicionalmente se había considerado a las lenguas atlánticas occidentales como una unidad filogenética dentro de las lenguas Níger-Congo, aunque existe muy poca evidencia en favor de que dichas lenguas constituyan una subfamilia dentro de las lenguas Níger-Congo. Las principales razones que llevaron a postular su parentesco filogenético son semejanzas tipológicas y rasgos geográficos, que muy bien pueden deberse al contacto entre pueblos que hablan lenguas sin un parentesco especialmente cercano. Las lenguas atlánticas occidentales son un grupo extremadamente diverso, y no existe ninguna innovación común a todas ellas que permita suponer que existió un antecesor común reciente (diferente del hipotético proto-Níger-Congo).
Las estimaciones lexicoestadísticas revelan que la distancia léxica dentro de las lenguas atlánticas occidentales es tan grande como la existente entre estos grupos y otros grupos nigerocongoleños, lo que efectivamente vuelve a sugerir que en realidad las lenguas atlánticas occidentales no forman un grupo filogenético válido y deben ser vistas como al menos tres grupos diferentes, que por razones de contacto lingüístico han desarrollado algunas características tipológicas comunes. Para las lenguas atlánticas occidentales en conjunto el porcentaje compartido de cognados es inferior al 10%. Los tres grupos filogenéticamente bien establecidos dentro de las lenguas atlánticas occidentales son:
1. Atlántico septentrional (17):
  1. Grupo senegambiano nuclear (3): fufulde (fula), serer, wólof.
  2. Grupo cangin (5): lehar, safen, non, ndut, palor.
  3. Grupo senegalés-guineano (5):
    1. tenda mayo, basari; onian, bedik; konyagi
    2. biafada, badyara
    3. buy, kasangan; bainouk.

  4. Grupo nalu (3): nalu, mbulungish, pukur.
2. Bak-Bigajó (7)
  1. Grupo bak (6): diola, bayot-essin; manjaku, mankanya, papel; balanta.
  2. Bigajó (1).
3. Atlántico meridional (17):
  1. Mansoanka (Sua) (1)
  2. Lenguas mel (15):
    1. temné, baga binari, baga maduri, baga sitemu, baga tchitem, baga koba, landuma.
    2. lenguas bulom (5): kisi, mmani, sherbro, krim, bom.
    3. Gola (1)

  3. Limba (1)

## Descripción lingüística
Aunque constituyen una unidad filogenética heterogénea, existen varias características típicas de las lenguas atlánticas occidentales entre las cuales está la existencia de género gramatical o clases nominales (que se da ampliamente en otros grupos de la familia Níger-Congo) y la existencia de mutaciones consonánticas

### Fonología
Muchas lenguas atlánticas exhiben mutaciones consonánticas, un fenómeno que en estas lenguas se traduce en que la consonante inicial cambia según alternancias morfológicas o dependencias sintácticas. En el fula, por ejemplo, la consonante inicial de muchos nombres varía de la forma singular a la forma plural:
| Singular | Singular    | Plural   | Plural        |
| -------- | ----------- | -------- | ------------- |
| pul-lo   | '[un] fula' | ful-ɓe   | '[los] fulas' |
| guj-jo   | 'ladrón'    | wuy-ɓe   | 'ladrones'    |
| gor-ko   | 'hombre'    | wor-ɓe   | 'hombres'     |
| huɗo     | 'hierba'    | kuɗoo-li | 'hierbas'     |
| warii    | 'jefe'      | ngarii   | 'jefes'       |

### Gramática
La principal consecuencia sintáctica de la existencia de clases nominales es de hecho la concordancia gramatical. Los diversos elementos dentro de un sintagma nominal o un sintagma determinante que contiene un nombre que sea núcleo sintáctico deben concordar en género con dicho nombre. Además la concordancia puede extenderse más allá de un sintagma nominal y puede darse concordancia entre el verbo y un nombre que sea un argumento de dicho verbo.
Las marcas de una clase nominal generalmente involucran prefijos y/o sufijos (por ejemplo el Temné las indica mediante prefijos y el fula mediante sufijos), aunque en wólof la clase nominal a la que pertenece un nombre solo se infiere a partir de los demostrativos y otras palabras que acompañen al nombre, es decir, mediante concordancia. No solo la forma de marcaje de las clases nominales sino también el número de clases nominales o "géneros" varía mucho dentro de las lenguas atlánticas. El Nalu solo tiene tres clases nominales, mientras que ciertos dialectos del fula llegan a tener hasta veinticinco clases nominales.
Las clases nominales en general están relacionadas con criterios semánticos, pero no estrictamente. Esta situación es análoga a la de las lenguas romances donde masculino y femenino en el caso de seres animados generalmente está relacionado con el sexo pero en términos inanimados el género carece de motivación semántica. En Wólof la clase gi generalmente se refiere a árboles, la clase mi a líquidos y la clase ji a nombres de parentivos pero también a frutas. Otras clases nominales on menos claras conceptualmente y pueden referirse simplemente a formas diminutivas o aumentativas.
En cuanto al origen, Joseph Greenberb ha argumentado que los sufijos de clases nominales podría haber surgido de determinantes independientes que originalmente iban provistos de sufijos de concordancia de clase nominal del tipo que existen actualmente en las lenguas bantúes. Según este autor la situación del Temne que usa prefijos sería la original, y la situación del fula sería derivada, eso podría explicar simultáneamente la alternancia consonántica inicial, la cadena de cambios de acuerdo a esta hipótesis sería algo así:
(1) CN-Nombre CN-Determinante > (2) CN-Nombre-CN > (3) Nombre-CN
El estado (1) corresponde más o menos con la situación del Temne. El estadio (2) quedaría reflejado en lenguas como el Serer, que usa tanto un prefijo como un sufijo para marcar la clase nominal. Y finalmente el estadio (3) corresponde con la situación del Fula. De (1) a (2) el cambio sería que el enclítico que hace de determinante se convierte en sufijo. De (2) a (3) el prefijo de clase nominal (CN-) desaparece dejando influyendo ocasionalmente en la consonante inicial de la raíz del nombre, y dando lugar a las mutaciones consonánticas en posición inicial del fula.

## Comparación léxica
Los numerales para diferentes grupos de lenguas atlánticas occidentales son:
| GLOSA | Atlántico septentrional | Atlántico septentrional | Atlántico septentrional | PROTO- BAK-BIG.  | Atlántico meridional | Atlántico meridional | Atlántico meridional |
| GLOSA | PROTO- SENEGAMB.        | PROTO- CANGIN           | PROTO- TENDA            | PROTO- BAK-BIG.  | PROTO- TEMNE-BAGA    | PROTO- BULLOM-KISSI  | PROTO- LIMBA         |
| ----- | ----------------------- | ----------------------- | ----------------------- | ---------------- | -------------------- | -------------------- | -------------------- |
| '1'   | *-dĩ                    | *yiːnɔː                 | *ba-diyẽ                |                  | *tin                 | *pil-                | *hantʰe              |
| '2'   | *-di/ *naː-             | *k-anak                 | *ba-xi                  | *sib-/ *təb      | *-rəŋ                | *tɪŋ                 | *ka-le               |
| '3'   | *taːdi                  | *k-ahay                 | *ba-tʲar                |                  | *-sas                | *ræ                  | *ka-taːti            |
| '4'   | *naːi-                  | *niː-                   | *ba-naxi                | *-bakir          | *-kɨlɛ               | *hyɔl-               | *ka-naŋ              |
| '5'   |                         | *ja-tus *iːp            | *-bəda/ *-ɲɟõ           | *fʊtɔk/ *-ɲɛn(e) | *-tamət              | *mɛn                 | * kasɔhi             |
| '6'   | *5+1                    | *5+1                    | *5+1                    | *5+1             | *5+1                 | *5+1                 | *5+1                 |
| '7'   | *5+2                    | *5+2                    | *5+2                    | *5+2             | *5+2                 | *5+2                 | *5+2                 |
| '8'   | *5+3                    | *5+3                    | *5+3                    | *5+3             | *5+3                 | *5+3                 | *5+3                 |
| '9'   | *5+4                    | *5+4                    | *5+4                    | *5+4             | *5+4                 | *5+4                 | *5+4                 |
| '10'  |                         | *sabo                   | *-pahw                  | *-ɲɛn            |                      | *waN                 | *kɔːhi               |